# Nürnberg (miniserie)
Nürnberg (original: Nuremberg), kanadensisk/amerikansk miniserie från 2000 med Alec Baldwin, Brian Cox och Jill Hennessy m.fl.
Miniserien skildrar Nürnbergrättegångarna i Nürnberg där ett flertal nazister stod inför rätta för brott i samband med förintelsen under andra världskriget. I Sverige visades serien under namnet Nürnbergprocessen.

## Handling
Sex miljoner judar har mördats under Hitlers regim. De allierade har vunnit kriget och amerikanen Robert H. Jackson får i uppdrag att åklaga nazisterna i Nürnberg. Men de kontroversiella rättegångarna kommer att kantas av en lång rad politiska dilemman...

## I rollerna
- Alec Baldwin - Robert H. Jackson
- Brian Cox - Hermann Göring
- Christopher Plummer - Sir David Maxwell-Fyfe
- Jill Hennessy - Elsie Douglas
- Christopher Heyerdahl - Ernst Kaltenbrunner

## Fotnoter
1. 1 2 3 4 5  CineTV.[källa från Wikidata]